# (16259) Housinger
(16259) Housinger (2000 JR13) – planetoida z pasa głównego asteroid okrążająca Słońce w ciągu 4,41 lat w średniej odległości 2,69 j.a. Odkryta 6 maja 2000 roku.